# Vytinės Uostas
Vytinės Uostas je jedno z ramen delty Němenu, druhá zleva odbočka (ze čtyř) ramene delty Němenu Vytinė. Dalo by se považovat také za pravou větev (levá větev je Tiesioji) z rozdvojení levého pokračování ramene Vytinė, neboť se odděluje vzápětí po jejím odbočení z ramene Vytinė. Ústí přímo do Kurského zálivu. 450 m od jeho počátku se odděluje vpravo další rameno jménem Atšakėlė, které odděluje ostrovy Vito sala a Kubilių sala. Voda v rameni Vytinės Uostas teče směrem západoseverozápadním. Šířka tohoto ramene je kolem 100 m. Vytinės Uostas odděluje ostrov Kiemo sala (vlevo) od ostrovů Vito sala a Kubilių sala (oba vpravo).

## Význam názvů
Vytinės Uostas znamená litevsky přístav (ramene) Vytinė, Vidujinė - prostřední, Kiemo sala - ostrov dvorku, Kubilių sala - ostrov kbelíků, Vito sala - Vitův ostrov.

## Přítoky
Toto rameno nemá žádné přítoky.
| DELTA NĚMENU Atmata Atšakėlė Aukštumala Aukštumalos protaka Bevardis Bevardė Briedžių Dumblė Kadaginis Kiemo Kniaupas Krokų Lanka Kubilių Kurský záliv Leitė Minija Naikupė Pakalnė Palankys Záliv Prūsinė Purvalankis Ragininkų Rindos šaka Záliv Rindutė Rusnaitė Rusnė (Němen) Rusnė Senoji Skirvytė Skatulė Skirvytė (Severnaja) Šakutė Záliv Šilinė Šventos Elenos Šyša Šyškrantė Tiesioji Trušių Ulmas Uostadvaris Duobelė Upaitis Vidujinė Vikis Vilkinė Vilkinės Vito Vorusnė Voryčia Vytinė Vytinės Uostas Zingelinė |